# Rotbold II van Provence
Rotbold II van Provence (overleden in 1014) was van 1008 tot aan zijn dood graaf en markgraaf van Provence. Hij behoorde tot het huis Provence.

## Levensloop
Rotbold II was de zoon van graaf Rotbold I van Provence en diens echtgenote Emilde, dochter van burggraaf Stefanus van Gévaudan. Over Rotbold is er zeer weinig bekend.
Na de dood van zijn vader in 1008 erfde hij het graafschap en het markgraafschap Provence. Het markgraafschap Provence bestuurde hij zelfstandig, het graafschap Provence bestuurde hij samen met zijn neef Willem II.
In 1014 stierf hij, waarna zijn zoon Willem III hem opvolgde als graaf en markgraaf van Provence.

## Huwelijk en nakomelingen
Rotbold was gehuwd met Ermengard. Met haar kreeg hij twee zonen en een dochter:
- Hugo, jong gestorven
- Willem III (overleden in 1037), graaf en markgraaf van Provence
- Emma (circa 975-1062), gravin en markgravin van Provence, huwde met graaf Willem III van Toulouse

Na zijn dood hertrouwde Ermengard met koning Rudolf III van Bourgondië.